# Логинова, Татьяна Дмитриевна
Татьяна Дмитриевна Логинова (род. 5 апреля 1944, Москва) — советский и белорусский  кинооператор художественных фильмов, лауреат Государственной премии СССР.

## Биография
Родилась в 1944 году в Москве. Отец — в то время фронтовой кинооператор, позже стал замдиректора Северо-Кавказской студии кинохроники.
Ещё учась в восьмом классе школы увлеклась фотографией, затем кинолюбительством, популярным в 1960-е годы в СССР.
В 1971 году окончила операторский факультет ВГИКа, курс Александра Гальперина и Маргариты Пилихиной. Поступила только с третьего раза, вопреки воле отца, без протекции.
С 1970 года — оператор на киностудии «Беларусьфильм», первая женщина-оператор в истории студии.
За почти полвека сняла более 35 художественных фильма.
Операторская работа в фильме «Юности гения» удостоена Госпремии СССР и отмечена Всесоюзном кинофестивале призом за лучшую операторскую работу.

Татьяна Логинова — значит не просто «картинка», а Кадр. Логинова — значит не просто ракурс, а точка зрения. Точно выстроенный видеоряд.— газета «Звязда», 2019 год

## Призы и награды
- 1978 — Премия Ленинского комсомола Белорусской ССР
- 1983 — Всесоюзный кинофестиваль — приз за лучшую операторскую работу, фильм «Юность гения»
- 1984 — Государственная премия СССР — за участие в создании фильма «Юность гения»
- 2003 — Минский кинофестиваль «Листопад» — диплом за лучшую операторскую работу, фильм «Анастасия Слуцкая»

## Фильмография
Мне посчастливилось работать с Валерием Рубинчиком, Михаилом Пташуком... Но есть много картин, работой над которыми я совсем не горжусь. В том числе и потому, что общего языка с режиссёром найти не удалось. Фильмы разные. Разве можно было снимать «Знак беды» таким же образом, как «Венок сонетов»? В первом случае-психологический реализм, во втором — поэтическая драма. Помните, как главный герой лежит на кровати и водит пальчиком по гобелену? Это все режиссер придумал. Рубинчик — уникальный художник! Ещё мы с ним чрезвычайно любили передний план в кадре — когда снимаешь камерой, которая как бы «подглядывает».
- 1971 — Там, вдали, за рекой…
- 1973 — Красный агат
- 1974 — Ясь и Янина
- 1975 — Надёжный человек
- 1976 — Венок сонетов
- 1977 — В профиль и анфас
- 1978 — Дудка-веселушка (анимационный)
- 1979 — Дикая охота короля Стаха
- 1980 — Каждый третий
- 1982 — Юность гения
- 1983 — Обуза (к/м)
- 1983 — Чёрный замок Ольшанский
- 1986 — Знак беды
- 1987 — Детская площадка
- 1987 — Наблюдатель
- 1989 — Полнолуние
- 1992 — Свободная зона (Россия, Белоруссия)
- 1994 — Младшая (Узбекистан)
- 1995 — Пейзаж с тремя купальщицами (Россия)
- 1999 — Цветы от победителей (Россия)
- 2002 — Тайная сила (Россия)
- 2003 — Анастасия Слуцкая (Белоруссия)
- 2003 — Бабий Яр / Babiy Yar (Белоруссия, Германия)
- 2004 — Еще о войне (Белоруссия)
- 2005 — Глубокое течение (Белоруссия)
- 2010 — Око за око (Россия, Белоруссия)
- 2010 — Притчи (Белоруссия)
- 2011 — Притчи 2 (Белоруссия)
- 2013 — Притчи 4 (Белоруссия)
- 2014 — Тимур и команда (Белоруссия)